# Эрнест Опавский
Эрнест Опавский (чеш. Arnošt Opavský, пол. Ernest Opawski: ок.1415 — 1464) — князь Опавский (1433—1452) и Зембицкий (1452—1456).
По старшинству Эрнест был четвёртым из сыновей опавского князя Пржемысла I (вторым сыном его второй жены Катарины Зембицкой). Хотя Пржемысл I оговорил в своем завещании, что его сыновья будут править Опавским княжеством совместно, братья около 1435 года разделили свое наследство. Княжество Глубчицкое было отделено от Опавского и отдано старшему брату Вацлаву II. Второй брат Микулаш IV Опавский получил город Злате-Гори. Собственно Опавское княжество было разделено на три части, которые достались Вацлаву II, Эрнесту и его старшему родному брату Вильгельму (Вилему). Самому младшему брату Пржемыславу II была предназначена духовная карьера и он не получил доли княжества, хотя до конца жизни именовал себя князем Опавским.
Эрнест был формальным соправителем княжества и участия в его делах не принимал; сначала фактическим правителем был Вацлав II Опавский, а после его смерти между 1445 и 1449 годами — Вилем. В 1451 году Вилем завещал Эрнесту Зембицкое княжество в обмен на принадлежащую ему треть Опавского княжества. Получив таким образом две трети Опавского княжества, Вилем завещал их трем своим сыновьям.
В 1452 году Вилем Опавский скончался, и Эрнест унаследовал Зембицкое княжество. Также, как старший в роду, он стал опекуном над пятью детьми Вилема.
Эрнест оказался мотом, постоянно был в долгах. Ещё в 1440 году, после смерти сестры Агнессы, он получил Биловец и Фульнек, но быстро продал их. В 1456 году он продал Зембицкое княжество чешскому магнату и будущему королю Йиржи из Подебрад, а опавское княжество — за 28 тысяч дукатов дальнему родственнику, опольскому князю Болеславу V. В 1464 году стало ясно, что сумма была столь огромной, что ни одному из Силезских Пржемысловичей не удастся её набрать для выкупа, и тогда представители рода передали право на выкуп княжества чешскому королю Йиржи из Подебрад.
В том же 1464 году Эрнест умер. Ни жены, ни детей у него не было.